# العنز، حماة
العنز (به عربی: العنز) یک روستا در سوریه است که در ناحیه حمرا واقع شده‌است. العنز ۱۴۶ نفر جمعیت دارد.